# George Miron
George Andrei Miron (sinh ngày 28 tháng 5 năm 1994) là một cầu thủ bóng đá người România thi đấu cho Botoșani ở vị trí hậu vệ.